# Roller Hockey International 1993
Die Saison 1993 war die erste Spielzeit der neugegründeten Roller Hockey International. Die reguläre Saison begann für die 12 Mannschaften im Juni 1993 und endete im August. Es waren 14 Spiele zu absolvieren, die besten acht Teams qualifizierten sich für die Play-offs, die bis zum 7. September gingen. Der erste Murphy-Cup-Sieger wurden die Anaheim Bullfrogs, die sich in der Best-of-Three-Finalserie gegen die Oakland Skates mit 2–0 durchsetzten.

## Reguläre Saison

### Abschlusstabellen
Abkürzungen: Sp = Spiele, S = Siege, N = Niederlagen, U = Unentschieden, T = Erzielte Tore, GT = Gegentore, SM = Strafminuten, Pkt = Punkte
Erläuterungen: In Klammern befindet sich die Endplatzierung nach der regulären Saison,
      = Playoff-Qualifikation
| Murphy Division          | Sp | S  | N  | U | T   | GT  | SM  | Pkt |
| ------------------------ | -- | -- | -- | - | --- | --- | --- | --- |
| Toronto Planets (3)      | 14 | 10 | 4  | 0 | 136 | 83  | 315 | 20  |
| St. Louis Vipers (4)     | 14 | 9  | 4  | 1 | 104 | 115 | 292 | 19  |
| Connecticut Coasters (7) | 14 | 7  | 5  | 2 | 124 | 112 | 332 | 16  |
| Florida Hammerheads      | 14 | 2  | 11 | 1 | 100 | 154 | 350 | 5   |

| King Division        | Sp | S  | N  | U | T   | GT  | SM  | Pkt |
| -------------------- | -- | -- | -- | - | --- | --- | --- | --- |
| Vancouver Voodoo (2) | 14 | 11 | 2  | 1 | 160 | 91  | 350 | 23  |
| Calgary Rad’z (5)    | 14 | 8  | 6  | 0 | 125 | 104 | 288 | 16  |
| Portland Rage        | 14 | 4  | 10 | 0 | 92  | 149 | 315 | 8   |
| Utah Rollerbees      | 14 | 2  | 11 | 1 | 90  | 142 | 347 | 5   |

| Buss Division          | Sp | S  | N | U | T   | GT  | SM  | Pkt |
| ---------------------- | -- | -- | - | - | --- | --- | --- | --- |
| Anaheim Bullfrogs (1)  | 14 | 13 | 0 | 1 | 130 | 83  | 405 | 27  |
| Los Angeles Blades (6) | 14 | 8  | 6 | 0 | 110 | 107 | 224 | 16  |
| Oakland Skates (8)     | 14 | 5  | 9 | 0 | 112 | 122 | 267 | 10  |
| San Diego Barracudas   | 14 | 5  | 9 | 0 | 109 | 130 | 427 | 10  |

## Murphy-Cup-Playoffs
| Viertelfinale | Viertelfinale        | Viertelfinale      |      |                   | Halbfinale | Halbfinale | Halbfinale |  |  | Murphy Cup Finale | Murphy Cup Finale | Murphy Cup Finale |
|               |                      |                    |      |                   |            |            |            |  |  |                   |                   |                   |
| 1             | Anaheim Bullfrogs    | 15                 |      |                   |            |            |            |  |  |                   |                   |                   |
| 7             | Connecticut Coasters | 8                  |      |                   |            |            |            |  |  |                   |                   |                   |
| 7             | Connecticut Coasters | 8                  | 1    | Anaheim Bullfrogs | 13         |            |            |  |  |                   |                   |                   |
|               |                      |                    | 1    | Anaheim Bullfrogs | 13         |            |            |  |  |                   |                   |                   |
|               | 6                    | Los Angeles Blades | 4    |                   |            |            |            |  |  |                   |                   |                   |
| 3             | 6                    | Los Angeles Blades | 4    | Toronto Planets   | 5          |            |            |  |  |                   |                   |                   |
| 3             |                      |                    |      | Toronto Planets   | 5          |            |            |  |  |                   |                   |                   |
| 6             | Los Angeles Blades   | 6                  |      |                   |            |            |            |  |  |                   |                   |                   |
| 6             | Los Angeles Blades   | 6                  | 1    | Anaheim Bullfrogs | 10, 9      |            |            |  |  |                   |                   |                   |
|               |                      |                    |      | Anaheim Bullfrogs | 10, 9      |            |            |  |  |                   |                   |                   |
|               | 8                    | Oakland Skates     | 7, 4 |                   |            |            |            |  |  |                   |                   |                   |
| 2             | 8                    | Oakland Skates     | 7, 4 | Vancouver Voodoo  | 7          |            |            |  |  |                   |                   |                   |
| 2             |                      |                    |      | Vancouver Voodoo  | 7          |            |            |  |  |                   |                   |                   |
| 5             | Calgary Rad’z        | 8                  |      |                   |            |            |            |  |  |                   |                   |                   |
| 5             | Calgary Rad’z        | 8                  | 5    | Calgary Rad’z     | 5          |            |            |  |  |                   |                   |                   |
|               |                      |                    | 5    | Calgary Rad’z     | 5          |            |            |  |  |                   |                   |                   |
|               | 8                    | Oakland Skates     | 8    |                   |            |            |            |  |  |                   |                   |                   |
| 4             | 8                    | Oakland Skates     | 8    | St. Louis Vipers  | 5          |            |            |  |  |                   |                   |                   |
| 4             |                      |                    |      | St. Louis Vipers  | 5          |            |            |  |  |                   |                   |                   |
| 8             | Oakland Skates       | 7                  |      |                   |            |            |            |  |  |                   |                   |                   |

### Murphy-Cup-Sieger
| Murphy-Cup-Sieger Anaheim Bullfrogs | Torhüter: Bill Horn, Rob Laurie Verteidiger: Derek Booth, Joe Cook, Christian LaLonde, Marc Lyons, Darren Perkins Angreifer: Mike Butters, Devin Edgerton, Victor Gervais, Kevin Kerr, Brad McCaughey, Bob McKillop, Savo Mitrovic, Ken Murchison, Barry Potomski Cheftrainer: Chris McSorley |